# Halopteris schucherti
Halopteris schucherti is een hydroïdpoliep uit de familie Halopterididae. De poliep komt uit het geslacht Halopteris. Halopteris schucherti werd in 2006 voor het eerst wetenschappelijk beschreven door Galea. 